# Gjel Glacier
Gjel Glacier är en glaciär i Antarktis. Den ligger i Östantarktis. Norge gör anspråk på området. Gjel Glacier ligger 1 102 meter över havet.
Terrängen runt Gjel Glacier är varierad. Trakten är obefolkad. Det finns inga samhällen i närheten. 